# ザクセン＝ヴィッテンベルク

ザクセン＝ヴィッテンベルク公領
Herzogtum Sachsen-Wittenberg (ドイツ語)

ザクセン＝ヴィッテンベルク公領（緑色の領域）

ザクセン＝ヴィッテンベルク（Sachsen-Wittenberg）は、神聖ローマ帝国の公爵領。部族公国 (en) 時代のザクセン公国の崩壊後に成立した。1356年以降はザクセン選帝侯領と呼ばれる。

## 歴史
アスカーニエン家（アスカン家）の先祖の一人であるバレンシュテット伯オットーは、1122年にザクセン公の称号を獲得した。その息子のアルブレヒト熊伯は1134年、神聖ローマ皇帝ロタール3世よりザクセンのノルトマルク辺境伯領 (en) を与えられた。1138年、ロタール3世の後継者であるローマ王コンラート3世は、敵対者であるヴェルフ家のハインリヒ傲岸公からザクセン公国を没収し、これをアルブレヒト熊伯に与えた。しかしザクセンの貴族達は熊伯を自分の主人として認めず、熊伯は1142年にザクセン公位をハインリヒ傲岸公の息子ハインリヒ獅子公に譲った。その後、アルブレヒト熊伯は1147年にヴェンド十字軍に参加し、1157年にブランデンブルク辺境伯領を創設している。
1180年、ハインリヒ獅子公は神聖ローマ皇帝フリードリヒ1世（バルバロッサ）とその同盟者達により廃位された。広大なザクセン公国は皇帝の同盟者達である数多くの諸侯によって分割された。公国の分割に参加したケルン大司教フィリップ・フォン・ハインスベルク (en) は、獲得した新領土を元にヴェストファーレン公国 (en) を創設している。崩壊した部族公国のうちオストファーレン (en) を中心とする小規模な地域のみが「ザクセン公国」の国名を受け継ぎ、アルブレヒト熊伯の息子ベルンハルト3世に与えられた。
ベルンハルト3世が1212年に死ぬと、息子達は所領を分割相続した。長子のハインリヒ1世はバレンシュテット (en) を中心とするアスカン家伝来の領土をアンハルト伯領として受け継いだ。一方、弟のアルブレヒト1世はザクセン公の称号を貰い、エルベ川東岸のヴィッテンベルクおよびベルツィヒの2都市とその周辺地域、ラウエンブルク (en) の城とその付属地域、エルベ川河口の三角江ラント・ハーデルン (en) という、それぞれに無関係な3地域を相続した。
アルブレヒト1世が1260年に死んだ後、2人の息子ヨハン1世とアルブレヒト2世は共同統治を行っていたが、いずれは領土を分割することを予定しており、1269年、1272年、1282年と段階的に、ばらばらに存在する所領（ハーデルン、ラウエンブルク、ヴィッテンベルク）を分割していった。1282年、ヨハン1世は自分の3人の息子達エーリヒ1世、ヨハン2世、アルブレヒト3世に公位を譲り、この3兄弟と叔父アルブレヒト2世の共同統治が続いた。
1288年、アルブレヒト2世は舅のローマ王ルドルフ1世に、自分の嫡男でルドルフ1世の外孫でもあるルドルフ1世にザクセン宮中伯の称号を与えてくれるよう求めたが、この請願は野心的なマイセン辺境伯領の支配者ヴェッティン家の反発を引き起こし、同家と長い間争うきっかけになった。ルドルフ1世は1290年、ヴェッティン家の一族が支配していたが相続人の絶えたブレーナ伯領（de:Grafschaft Brehna）を外孫のザクセン公子ルドルフ1世に与えている。アルブレヒト2世と3人の甥たちの共同統治は1295年まで行われたが、1296年には正式な分割が行われ、3人の甥がザクセン公国を構成する3地域のうちラウエンブルクとハーデルンを獲得してザクセン＝ラウエンブルク公国を創設し、これに対してアルブレヒト2世はヴィッテンベルクを手に入れ、ザクセン＝ヴィッテンベルク公を称した。
1292年、アルブレヒト2世は3人の甥達と共同という形で、ローマ王選挙で選帝侯としてナッサウ家のアドルフに票を投じた。しかし1296年以後の国王選挙では、ザクセン＝ラウエンブルクとザクセン＝ヴィッテンベルクは互いにザクセンの選帝侯としての投票権を譲ろうとせず、対立した。1314年のヴィッテルスバッハ家のルートヴィヒ4世とハプスブルク家のフリードリヒ3世の2人の候補が立った国王選挙では、ザクセン＝ラウエンブルク公ヨハン2世がザクセン選帝侯の資格で前者に票を投じ、ザクセン＝ヴィッテンベルク公ルドルフ1世は同じ資格で後者に票を投じた。
結局、1325年にヨハン2世の支持したルートヴィヒ4世が正統なローマ王とされた。しかし1346年、ルドルフ1世はルートヴィヒ4世の対立王としてルクセンブルク家のカール4世を選出した。翌1347年にルートヴィヒ4世が死去、カール4世が単独のローマ王になった。1356年、カール4世はローマ王選挙の方式を定める内容の金印勅書を発布し、自分の支持者であるザクセン＝ヴィッテンベルク公をザクセン選帝侯とした。これにより、ザクセン＝ヴィッテンベルクはザクセン＝ラウエンブルクに対して優位に立ち、領土もこれ以後はザクセン選帝侯領と呼ばれるようになった。
1422年、選帝侯アルブレヒト3世の死によってザクセン＝ヴィッテンベルク系アスカーニエン家は断絶した。最近親の男系男子であるザクセン＝ラウエンブルク公エーリヒ5世はヴィッテンベルク公爵家の相続を主張したが、実現しなかった。神聖ローマ皇帝ジギスムントは、ヴェッティン家のマイセン辺境伯フリードリヒ4世を次のザクセン選帝侯に任命した。

## ザクセン＝ヴィッテンベルク公
1180年のハインリヒ獅子公の失脚後、部族公国としてのザクセン公国は崩壊し、以後のザクセン公はヴィッテンベルクなどの地域を領有するに留まった。1423年にマイセン辺境伯領及びテューリンゲン方伯領を持つヴェッティン家がザクセン選帝侯位を獲得してからは、ザクセンと呼ばれる地域は部族公国期とは地理的に大きくずれた地域になった。ザクセン＝ヴィッテンベルク公領はザクセン選帝侯領の一部を構成した後も領主家系に異動があったが、1547年にアルベルティン系ヴェッティン家が最終的に獲得した。
アスカン家
- ベルンハルト3世（在位：1180年 - 1212年）
- アルブレヒト1世（在位：1212年 - 1260年）
- アルブレヒト2世（在位：1260年 - 1298年）
- ルドルフ1世（在位：1298年 - 1356年） - 1356年以降、ザクセン選帝侯
- ルドルフ2世（在位：1356年 - 1370年）
- ヴェンツェル（在位：1370年 - 1388年）
- ルドルフ3世（在位：1388年 - 1419年）
- アルブレヒト3世（在位：1419年 - 1422年）

ヴェッティン家
- フリードリヒ1世（在位：1423年 - 1428年）
- フリードリヒ2世（在位：1428年 - 1464年）

ヴェッティン家エルネスティン系
- エルンスト（在位：1464年 - 1486年）
- フリードリヒ3世（在位：1486年 - 1525年）
- ヨハン（在位：1525年 - 1532年）
- ヨハン・フリードリヒ（在位：1532年 - 1547年）

ヴェッティン家アルベルティン系
- モーリッツ（在位：1547年 - 1553年）